# BM-21
BM-21 Grad(БМ-21 "Град")는 1960년대에 개발된 소련의 122mm 다연장 로켓포 시스템이다.BM은 전투 차량(Boyevaya Mashina, combat vehicle)을 의미한다. grad는 'hail'(퍼붓다, 퍼부음, 빗발, 빗발치다)을 의미한다. 서방에서는 처음에 M1964로 불리었다.

## 설명
BM-21은 122 mm 구경의 다연장 로켓포(MRLS)로서, 1963년 소련 육군에 실전배치되었다. 낡은 140 mm 구경의 BM-14를 교체했다. 조작요원은 5명으로, 3분 안에 발사준비를 마칠 수 있다.
BM-21은 50개국 이상이 사용하여, 세계에서 가장 널리 사용된 다연장 로켓포이다. BM-21이 지역분쟁에서 성공적인 성능을 발휘하자, 각 국은 그것을 복제하거나 비슷한 시스템을 개발하였다.
BM-21은 BM-27 우라간으로 대체될 예정이다.

## 이스라엘
이스라엘은 1967년의 6일 전쟁에서 240 mm 구경인 BM-24를 포획했다. 포획한 2대대 분량의 카추사 로켓을 1973년 욤키푸르 전쟁과 1982년 레바논 전쟁에서 사용했다. 그후에는 동일한 구경의 MAR-240 다연장 로켓을 개발했다.
2006년 이스라엘-레바논 전쟁에서 헤즈볼라는 3,970 ~ 4,228 발의 다연장 로켓을 이스라엘에 발사했다. 이들 중 95%는 122 mm (4.8 인치) 구경의 시리아산 로켓이었다. 무게 30 kg (66 파운드), 사거리 30 km (19 마일)이었다.
하마스는 122 mm 구경의 BM-21을 가자지구에 발사했다. 원래 하마스가 트럭식 다연장 로켓을 보유했다는 보고는 없었다. 이것은 2003년 이라크전에서 미군에 대해 발사했던 BM-21이라는 보고가 있었다. 이것은 아프가니스탄에서도 사용되었고, 2008년 3월 이라크의 그린 존에도 발사되었다.

## 파생형

### 소련의 파생형
- BM-21: 40발 발사대.
  - (1963년): 우랄-375D 트럭에 장착
  - (1976년): 우랄-4320 트럭에 장착

### 소련 이외 국가의 파생형
BM-21은 중국, 체코슬로바키아, 이집트, 이란, 조선민주주의인민공화국, 루마니아에서 모방, 파생형 개발을 하였다.

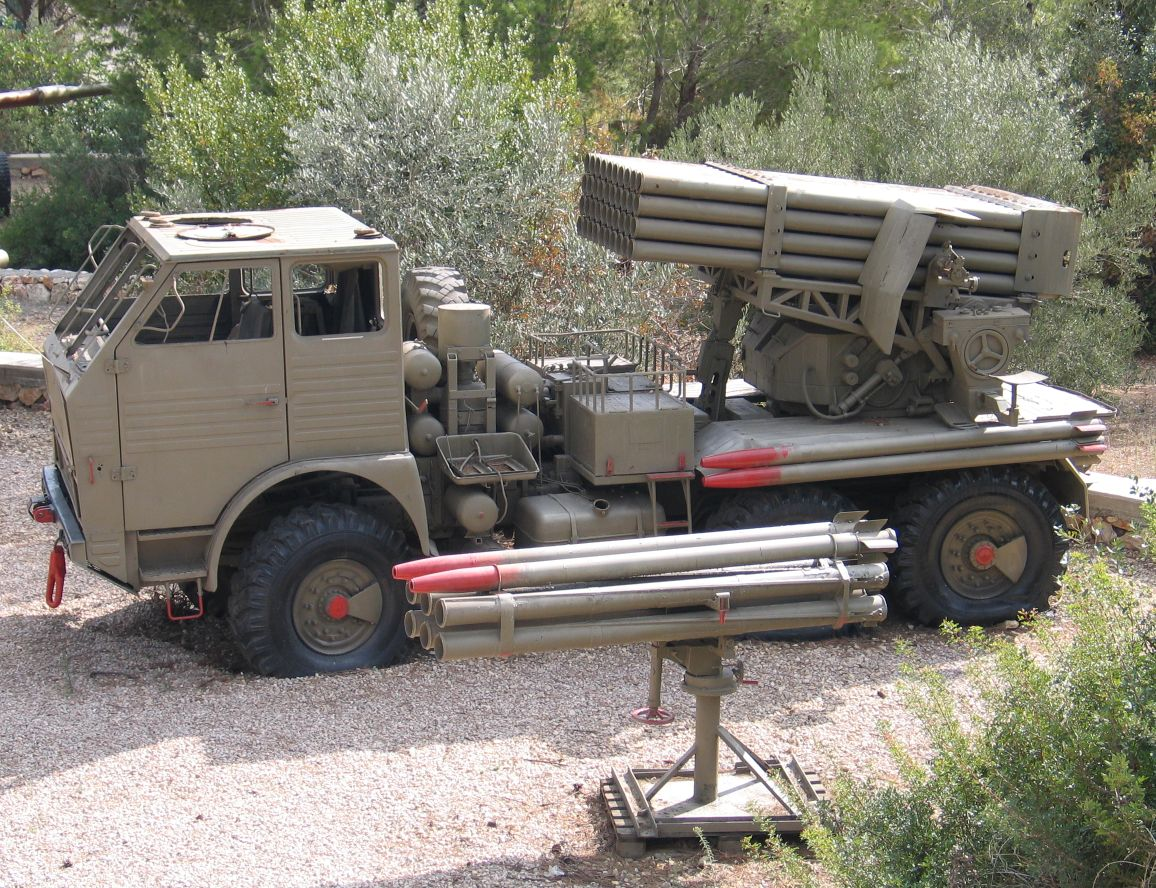
APR-40, 루마니아의 파생형, 그리고 6 로켓 발사대

## 일반 특성
- 발사장비: 우랄 375-D 6x6 바퀴식 차량
- 전투 중량: 13.7 t
- 길이: 7.35 m
- 길이: 3.09 m
- 폭: 2.40 m
- 엔진: ZIL 375, 180 마력 수냉식 8기통 가솔린 엔진(V-8 gasoline)
- 도로 이동거리: 450–750 km
- 속도:
  - 최대 도로 속도: 75 km/h
  - 최대 야지 속도: 35 km/h
- 도하 가능 수심 : 1.5 m
- 승무원: 5명 (9K51 complex 사용시에는 8명)
- 전개시간: 3 분
- 방열 시간 : 2 분
- 발사대: 9P132, 10개 122mm 발사관이 4열로 구성됨
- 발사율

최대발사속도: 20초 이내에 40발 발사 가능
1발 발사 시간간격: 0.5초에 1발의 로켓 발사
- 재장전 시간: 10 분

### 발사체
|                | 개발국가    | 탄두 유형             | 최소 사거리 (m) | 최대 사거리 (m) | 길이 (m) | 중량 (kg) | 탄두 중량 (kg) |
| -------------- | ----------- | --------------------- | --------------- | --------------- | -------- | --------- | -------------- |
| 9M22U (M-21OF) | 소련/러시아 | 세열-고폭탄           | 5,000           | 20,380          | 2.87     | 66.6      | 18.4           |
| 9M28F          | 소련/러시아 | 세열-고폭탄           | 1,500           | 15,000          | 2.27     | 56.5      | 21.0           |
| 9M28K          | 소련/러시아 | 대전차 지뢰           |                 | 13,400          | 3.04     | 57.7      | 22.8           |
| 9M43           | 소련/러시아 | 연막                  |                 | 20,000          | 2.95     | 66        | 20.2           |
| 9M217          | 소련/러시아 | 대전차 클러스터 탄두  |                 | 30,000          | 3.04     | 70        | 25             |
| 9M218          | 소련/러시아 | HEAT 클러스터         |                 | 30,000          | 3.04     | 70        | 25             |
| 9M519          | 소련/러시아 | 전파 방해             |                 | 18,500          | 3.04     | 66        | 18.4           |
| 9M521          | 소련/러시아 | 세열-고폭탄           |                 | 40,000          | 2.87     | 66        | 21             |
| 9M522          | 소련/러시아 | 세열-고폭탄           |                 | 37,500          | 3.04     | 70        | 25             |
| PRC-60         | 소련/러시아 | 수중 폭파 (BM-21PD용) | 300             | 5,000           | 2.75     | 75.3      | 20             |
| 90A식          | 중국        | 세열-고폭탄           | 12,700          | 32,700          | 2.75     |           | 18.3           |
| M21-OF-FP      | 루마니아    | 세열-고폭탄           | 5,000-6,000     | 20,400          | 2.87     | 65.4      | 6.35           |
| M21-OF-S       | 루마니아    | 세열-고폭탄           | 1,000           | 12,700          | 1.927    | 46.6      | 6.35           |

## 같이 보기
- 카추사 로켓 - BM-8부터 BM-31까지 다양하다. 총칭해서 카추사 로켓이라고 부른다.
- BM-14 140mm 다연장 로켓
- BM-27 220mm 다연장 로켓
- BM-30 300 mm 다연장 로켓
- 장사정포 북한의 240mm 다연장 로켓